# Bikalpa Dhara Bangladesh
Bikalpa Dhara Bangladesh (BDB) est un parti politique du Bangladesh fondé par l'ancien président du Bangladesh et parlementaire du parti nationaliste, le Dr A. Q. M. Badruddoza Chowdhury, en 2004. Abdul Mannan — secrétaire général du BDB — et la récente vice-présidente féminine Rabaya Begum, deux des atouts les plus profonds du parti, jouent le rôle le plus vital en recrutant et en le gérant afin de promouvoir ses objectifs. Le symbole de leur parti lors des scrutins est le kula, un van fait à la main. Son alignement politique actuel est ambigu, et il dispose de deux sièges au parlement.

## Contexte
Le parti a été créé par le Dr Chowdhury en 2003 après qu'il a été contraint d'abdiquer sa présidence. Il a ressenti le besoin d'une troisième force dans la démocratie bipartite de facto au Bangladesh. Il a exprimé son désir de recruter des membres de la société civile en politique pour combattre la corruption et le terrorisme et établir une bonne gouvernance dans le pays par le biais d'un parti politique alternatif. Lui, ainsi que son fils Mahi B. Chowdhury (en) ainsi que M A Mannan, parlementaire du BNP, ont démissionné du parti pour travailler pour le nouveau parti politique. Le Dr Chowdhury était le président et M A Mannan le secrétaire général du nouveau parti créé en mars 2004. Le parti avait fortement critiqué le gouvernement à l'époque, et la plupart de ses membres étaient des transfuges du BNP au pouvoir. Oli Ahmad (en), parlementaire du BNP, avait lui aussi fait défection, entraînant avec lui 24 autres hauts dirigeants du BNP, pour former un nouveau parti, le parti libéral démocratique (en), auquel Bikalpa Dhara a été intégré le 26 octobre 2006. Cependant, en raison de certaines différences idéologiques, le parti a été divisé et le Dr Chowdhury et ses partisans sont retournés former Bikalpa Dhara en 2007.

## Élections partielles de 2004
L'article 70 de la Constitution stipule qu'un parlementaire qui fait défection perd automatiquement son siège. Comme M A Mannan et Mahi B Chowdhury étaient tous deux des parlementaires du parti au pouvoir lorsqu'ils ont fait défection pour rejoindre Bikalpa Dhara, leurs sièges ont été libérés et des élections partielles ont été déclarées. Les deux parlementaires se sont à nouveau présentés pour leur propre siège.
Le district de Munshiganj-1 était disputé principalement par Momin Ali du BNP et Mahi Chowdhury. La principale opposition, la Ligue Awami, a boycotté les élections partielles, et le gouvernement dirigé par le BNP était déterminé à faire en sorte qu'ils conservent leur siège. L'élection partielle a eu lieu le 6 juin 2004. Malgré l'opposition considérable du BNP, Mahi Chowdhury a réussi à remporter les élections et à entrer au Parlement en tant que seul membre de l'opposition issu du BDB.
La circonscription de Dacca-10 était disputée entre l'ancien député M A Mannan et Mosaddek Ali Phalu (en) du BNP. Phalu, également conseiller politique du Premier ministre, a remporté les élections haut la main, mais le scrutin a été considéré comme truqué par la plupart des observateurs, y compris, selon WikiLeaks, par les États-Unis,,.
L'adhésion de Mahi au Jatiya Sangsad a expiré en même temps que le parlement en octobre 2006.

## Élections de 2008 et conséquences
Le parti s'est présenté aux élections de 2008 de manière indépendante, mais n'a remporté aucun siège. Le président du parti, le Dr Chowdhury, a perdu l'argent de sa sécurité pour n'avoir obtenu qu'environ 5 000 voix dans sa circonscription de Dacca-6, et est arrivé troisième dans sa circonscription de Munshiganj-1, où il a été élu parlementaire à quatre reprises par le passé. Aucun autre candidat de Bikalpa Dhara n'a pu obtenir de siège au 9e Parlement,.
Lors de la réunion d'urgence du præsidium du 31 décembre 2008, deux jours seulement après les élections, le Dr Chowdhury et M A Mannan, président et secrétaire général du parti, ont assumé la responsabilité de la défaite et ont démissionné de leurs fonctions au sein du parti, étant nommés respectivement conseiller en chef et conseiller du parti. Ils ont également félicité la Ligue Awami pour sa victoire historique aux élections. Nurul Amin Bepari, professeur de sciences politiques à l'université de Dacca, et Mahi B. Chowdhury ont été nommés respectivement président et secrétaire général par intérim,.
Cependant, le Dr Chowdhury et Mannan ont été réintégrés dans leurs rôles respectifs au sein du parti en avril 2009, après une réunion du præsidium.

## 2009 – présent
Chowdhury a assisté à des iftars politiques avec la Première ministre Sheikh Hasina (que Khaleda Zia a boycotté) et Khaleda Zia (que Sheikh Hasina a boycotté).

### Gouvernement
Bikalpa Dhara estime que la Grande Alliance (en) dirigée par la Ligue Awami n'a pas réussi à remplir ses fonctions de gouvernement et qu'il convient d'organiser de nouvelles élections le plus tôt possible.

### Gouvernement intérimaire
Bikalpa Dhara s'est opposé à l'abrogation du treizième amendement qui abolissait le système de gouvernement intérimaire au Bangladesh, et a déclaré au commissaire électoral en chef qu'il appréciait ce système lors d'un dialogue officiel. Le parti a également accepté de se joindre à son ancien ennemi, le BNP, dans un mouvement visant à rétablir le gouvernement intérimaire.

### Agitation générale du BNP
Bikalpa Dhara ne s'est pas associé aux mouvements d'agitation générale menés par le BNP. Par exemple, Bikalpa Dhara a été invité par le BNP à se joindre à sa grève de la faim massive. Alors que le parti libéral démocratique, un autre parti dissident du BNP, s'est joint au mouvement, Bikalpa Dhara a refusé. Le parti a également déclaré qu'il éviterait tout mouvement du BNP qu'il percevrait comme trop dur et qui perturberait le cours normal de la vie de la population, bien qu'il soit d'accord avec la cause du BNP en général. Au départ, ils étaient indécis quant à leur participation au rassemblement du BNP, et par la suite, aucun rapport n'a fait état de la présence de Bikalpa Dhara. Cependant, le parti a rejoint le programme de la marche sur route du BNP.

### Élections de 2014
Lors des élections législatives suivantes de 2014, le BDB s'est joint au boycott des élections par le BNP.

### Élections de 2018
Des querelles internes au parti ont éclaté à l'approche des élections législatives de 2018. En octobre 2018, une faction s'est séparée pour rejoindre le Jatiya Oikya Front dirigé par le BNP.
Le 4 décembre 2017, un nouveau Juktafront s'est formé, une alliance de quatre petits partis dirigée par BDB. Cette alliance s'est élargie le 1er novembre 2018 à sept autres petits partis, puis a conclu une alliance le 13 décembre. Dans un accord conclu le 8 décembre, la Ligue Awami a accepté de soutenir les candidats du BDB dans trois circonscriptions (Munshiganj-1, Lakshmipur-4 et Maulvibazar-2) lors des élections législatives du 30 décembre. Les autres partis du Juktafront sont repartis bredouilles. Le BDB a remporté les deux premières circonscriptions lors des élections.